# Sovětský svaz na Letních olympijských hrách 1988
Sovětský svaz na Letních olympijských hrách 1988 v jihokorejském Soulu reprezentovala výprava 410 sportovců, z toho 481 mužů a 319 žen, ve 162 sportech.

## Medailisté
| Medaile | Jméno | Sport                | Disciplína                              |
| ------- | --- | -------------------- | --------------------------------------- |
| Zlato   | Viktor Bryzgin Vladimir Krylov Vladimir Muravjov Vitalij Savin | Atletika             | Muži štafeta 4 × 100 m                  |
| Zlato   | Vjačeslav Ivaněnko | Atletika             | Muži chůze 50 km                        |
| Zlato   | Gennadij Avdějenko | Atletika             | Muži skok vysoký                        |
| Zlato   | Sergej Bubka | Atletika             | Muži skok o tyči                        |
| Zlato   | Sergej Litvinov | Atletika             | Muži hod kladivem                       |
| Zlato   | Olga Bryzginová | Atletika             | Ženy běh na 400 m                       |
| Zlato   | Tetjana Samolenková | Atletika             | Ženy běh na 3000 m                      |
| Zlato   | Olga Bondarenková | Atletika             | Ženy běh na 10 000 m                    |
| Zlato   | Olga Bryzginová Taťjana Ledovská Olga Nazarovová Maria Piniginová | Atletika             | Ženy štafeta 4 × 400 m                  |
| Zlato   | Natalja Lisovská | Atletika             | Ženy vrh koulí                          |
| Zlato   | Alexandr Belostěnnyj Valdemaras Chomičius Valerij Goborov Rimas Kurtinaitis Šarūnas Marčiulionis Igors Miglinieks Viktor Pankraškin Arvydas Sabonis Tiit Sokk Sergej Tarakanov Valerij Tichoněnko Alexandr Volkov | Basketbal            | Turnaj mužů                             |
| Zlato   | Vjačeslav Janovskij | Box                  | Muži velterová váha do 63,5 kg          |
| Zlato   | Ivans Klementjevs | Kanoistika           | Muži C1 1000 m                          |
| Zlato   | Nikolaï Juravschi Viktor Reneysky | Kanoistika           | Muži C2 500 m                           |
| Zlato   | Nikolaï Juravschi Viktor Reneysky | Kanoistika           | Muži C2 1000 m                          |
| Zlato   | Alexandr Kiričenko | Cyklistika           | Muži 1000 m s pevným startem            |
| Zlato   | Gintautas Umaras | Cyklistika           | Muži stíhací závod (jednotlivci) 4000 m |
| Zlato   | Vjačeslav Jekimov Artūras Kasputis Dmitrij Něljubin Gintautas Umaras | Cyklistika           | Družstvo mužů stíhací závod 4000 m      |
| Zlato   | Erika Salumäeová | Cyklistika           | Ženy sprint                             |
| Zlato   | Vladimir Apciauri Anvar Ibragimov Boris Koretsky Ilgar Mamedov Alexandr Romaňkov | Šerm                 | Družstvo mužů fleret                    |
| Zlato   | Dmitrij Charin Gela Ketašvili Igor Skljarov Oleksij Čerednyk Arvydas Janonis Vadym Tyščenko Jevgenij Kuzněcov Igor Ponomarjov Alexandr Borodjuk Ihor Dobrovolskyj Volodymyr Ljutyj Jevhen Jarovenko Sergej Fokin Vladimir Tatarčuk Oleksij Mychajlyčenko Alexej Prudnikov Viktor Losev Sergej Gorlukovič Jurij Savičev Arminas Narbekovas | Fotbal               | Turnaj mužů                             |
| Zlato   | Vladimir Artemov | Sportovní gymnastika | Muži víceboj – jednotlivci              |
| Zlato   | Vladimir Artemov | Sportovní gymnastika | Muži hrazda                             |
| Zlato   | Valerij Ljukin | Sportovní gymnastika | Muži hrazda                             |
| Zlato   | Vladimir Artemov | Sportovní gymnastika | Muži bradla                             |
| Zlato   | Dmitrij Bilozerčev | Sportovní gymnastika | Muži kůň našíř                          |
| Zlato   | Dmitrij Bilozerčev | Sportovní gymnastika | Muži kruhy                              |
| Zlato   | Sergej Charkov | Sportovní gymnastika | Muži prostná                            |
| Zlato   | Vladimir Artemov Dmitrij Bilozerčev Vladimir Gogoladze Sergej Charkov Valerij Ljukin Vladimir Nouvikov | Sportovní gymnastika | Družstvo mužů                           |
| Zlato   | Jelena Šušunovová | Sportovní gymnastika | Ženy víceboj – jednotlivci              |
| Zlato   | Světlana Boginská | Sportovní gymnastika | Ženy přeskok                            |
| Zlato   | Svetlana Baitova Světlana Boginská Natalia Laschenova Elena Shevchenko Jelena Šušunovová Olga Strageva | Sportovní gymnastika | Družstvo žen                            |
| Zlato   | Marina Lobach | Moderní gymnastika   | Ženy víceboj jednotlivkyň               |
| Zlato   | Andrej Lavrov Alexandre Tuchkin Alexandr Rymanov Aleksandr Karshakevich Jurij Nestěrov Georgij Sviridenko Andrei Chumentsev Michail Vasiljev Jurij Ševcov Vjačeslav Atavin Voldemaras Novickis Igor Chumak Konstantin Šarovarov Valerij Gopin                                                                                             | Házená               | Turnaj mužů                             |
| Zlato   | Irina Shilova | Sportovní střelba    | Ženy 10 m vzduchová puška               |
| Zlato   | Nino Salukvadzeová | Sportovní střelba    | Ženy 25 m sportovní pistole             |
| Zlato   | Afanasijs Kuzmins | Sportovní střelba    | Muži 25 m rychlopalná pistole           |
| Zlato   | Dmitry Monakov | Sportovní střelba    | Muži trap                               |
| Zlato   | Vladimir Salnikov | Plavání              | Muži 1500 m volný způsob                |
| Zlato   | Igor Poljanskij | Plavání              | Muži 200 m znak                         |
| Zlato   | Valentina Ogienko Elena Volkova Marina Kumysh Irina Smirnova Tatyana Sidorenko Irina Parkhomchuk Tatyana Krainova Olga Shkurnova Marina Nikulina Elena Ovchinnikova Olga Krivosheeva Svetlana Korytova | Volejbal             | Turnaj žen                              |
| Zlato   | Aljaksandr Kurlovič | Vzpírání             | Muži nad 110 kg                         |
| Zlato   | Oksen Mirzojan | Vzpírání             | Muži do 56 kg                           |
| Zlato   | Jurij Zacharevič | Vzpírání             | Muži do 110 kg                          |
| Zlato   | Israil Arsamakov | Vzpírání             | Muži do 82,5 kg                         |
| Zlato   | Anatolij Chrapatyj | Vzpírání             | Muži do 90 kg                           |
| Zlato   | Pavel Kuzněcov | Vzpírání             | Muži do 100 kg                          |
| Zlato   | Davit Gobedžišvili | Zápas                | muži, volný styl do 130 kg              |
| Zlato   | Sergej Beloglazov | Zápas                | muži, volný styl do 57 kg               |
| Zlato   | Arsen Fadzajev | Zápas                | muži, volný styl do 68 kg               |
| Zlato   | Macharbek Chadarcev | Zápas                | muži, volný styl do 90 kg               |
| Zlato   | Alexandr Karelin | Zápas                | muži, řecko-římský do 130 kg            |
| Zlato   | Kamandar Madžidov | Zápas                | muži, řecko-římský do 62 kg             |
| Zlato   | Levon Džulfalakjan | Zápas                | muži, řecko-římský do 68 kg             |
| Zlato   | Michail Mamijašvili | Zápas                | muži, řecko-římský do 82 kg             |
| Stříbro | Radion Gataullin | Atletika             | Muži skok o tyči                        |
| Stříbro | Igor Lapšin | Atletika             | Muži trojskok                           |
| Stříbro | Romas Ubartas | Atletika             | Muži hod diskem                         |
| Stříbro | Jurij Sedych | Atletika             | Muži hod kladivem                       |
| Stříbro | Laimutė Baikauskaitė | Atletika             | Ženy běh na 1500 m                      |
| Stříbro | Taťjana Ledovská | Atletika             | Ženy 400 m překážek                     |
| Stříbro | Nuramgomed Shanavazov | Box                  | Muži váha polotěžká do 81 kg            |
| Stříbro | Michał Śliwiński | Kanoistika           | Muži C-1 500 m                          |
| Stříbro | Viktor Denisov Igor Nagayev | Kanoistika           | Muži K2 500 m                           |
| Stříbro | Viktor Denisov Sergey Kirsanov Aleksandr Motuzenko Igor Nagayev | Kanoistika           | Muži K4 1000 m                          |
| Stříbro | Nikolaj Kovš | Cyklistika           | Muži 1000 m sprint                      |
| Stříbro | Andrej Alšan Michail Burcev Sergey Koryazhkin Sergej Mindirgasov Georgy Pogosov | Šerm                 | Družstvo mužů šavle                     |
| Stříbro | Valerij Ljukin | Sportovní gymnastika | Muži víceboj – jednotlivci              |
| Stříbro | Valerij Ljukin | Sportovní gymnastika | Muži bradla                             |
| Stříbro | Vladimir Artemov | Sportovní gymnastika | Muži prostná                            |
| Stříbro | Jelena Šušunovová | Sportovní gymnastika | Ženy kladina                            |
| Stříbro | Světlana Boginská | Sportovní gymnastika | Ženy prostná                            |
| Stříbro | Vladimir Šestakov | Judo                 | Muži do 86 kg                           |
| Stříbro | Veniamin But Nikolaj Komarov Vasili Tikhanov, Aleksandr Dumchev Pavel Gurkovsky Viktor Diduk Viktor Omelyanovich Andrei Vasiliev Aleksandr Lukyanov | Veslování            | Muži osmiveslice                        |
| Stříbro | Irina Kalimbetová Světlana Mazijová Inna Frolovová Antonina Machinová | Veslování            | Ženy párová čtyřka                      |
| Stříbro | Tõnu Tõniste Toomas Tõniste | Jachting             | Muži třída 470                          |
| Stříbro | Nino Salukvadzeová | Sportovní střelba    | Ženy 10 m vzduchová pistole             |
| Stříbro | Elena Dendeberova | Plavání              | Ženy 200 m                              |
| Stříbro | Gennadij Prigoda Yuri Bashkatov Nikolai Evseev Vladimir Tkashenko | Plavání              | Muži štafeta 4 × 100 m volný způsob     |
| Stříbro | Yuri Panchenko Andrei Kuznetsov Viacheslav Zaitsev Igor Runov Vladimir Shkurikhin Yevgeni Krasilnikov Raimundas Vilde Valeri Losev Yuri Sapega Oleksandr Sorokalet Yaroslav Antonov Yuri Cherednik | Volejbal             | Turnaj mužů                             |
| Stříbro | Israjel Militosjan | Vzpírání             | Muži do 67,5 kg                         |
| Stříbro | Nail Muchameďjarov | Vzpírání             | Muži do 90 kg                           |
| Stříbro | Stepan Sarkisjan | Zápas                | muži, volný styl do 62 kg               |
| Stříbro | Adlan Varajev | Zápas                | muži, volný styl do 74 kg               |
| Stříbro | Leri Chabelovi | Zápas                | muži, volný styl do 100 kg              |
| Stříbro | Daulet Turlychanov | Zápas                | muži, řecko-římský do 74 kg             |
| Bronz   | Vladimir Echeev | Lukostřelba          | Muži jednotlivci                        |
| Bronz   | Rudolf Povarnicyn | Atletika             | Muži skok vysoký                        |
| Bronz   | Grigorij Jegorov | Atletika             | Muži skok o tyči                        |
| Bronz   | Alexandr Kovalenko | Atletika             | Muži trojskok                           |
| Bronz   | Jüri Tamm | Atletika             | Muži hod kladivem                       |
| Bronz   | Olga Nazarovová | Atletika             | Ženy běh na 400 m                       |
| Bronz   | Tetjana Samolenková | Atletika             | Ženy běh na 1500 m                      |
| Bronz   | Jelena Župijevová | Atletika             | Ženy běh na 10 000 m                    |
| Bronz   | Ljudmila Kondraťjevová Galina Malčuginová Natalja Pomoščnikovová Marina Zhirova | Atletika             | Ženy štafeta 4 × 100 m                  |
| Bronz   | Tamara Bykovová | Atletika             | Ženy skok vysoký                        |
| Bronz   | Galina Čisťakovová | Atletika             | Ženy skok daleký                        |
| Bronz   | Olesya Barel Olga Buryakina Irina Gerlits Yelena Khudashova Aleksandra Leonova Irina Minkh Galina Savitskaya Irina Sumnikova Vitalija Tuomaite Olga Yakovleva Olga Yevkova Natalya Zasulskaya | Basketbal            | Turnaj žen                              |
| Bronz   | Timofey Skryabin | Box                  | Muži váha muší do 51 kg                 |
| Bronz   | Aleksandr Miroshnichenko | Box                  | Muži váha supertěžká nad 91 kg          |
| Bronz   | Marat Ganeyev | Cyklistika           | Muži bodovací závod                     |
| Bronz   | Laima Zilporytė | Cyklistika           | Ženy silniční závod jednotlivců         |
| Bronz   | Alexandr Romaňkov | Šerm                 | Muži fleret                             |
| Bronz   | Andrej Šuvalov | Šerm                 | Muži kord                               |
| Bronz   | Pavel Kolobkov Vladimir Resnitschenko Andrej Šuvalov Igor Tichomirov Mikhail Tishko | Šerm                 | Družstvo mužů kord                      |
| Bronz   | Dmitrij Bilozerčev | Sportovní gymnastika | Muži víceboj – jednotlivci              |
| Bronz   | Světlana Boginská | Sportovní gymnastika | Ženy víceboj – jednotlivci              |
| Bronz   | Jelena Šušunovová | Sportovní gymnastika | Ženy bradla                             |
| Bronz   | Olexandra Tymošenková | Moderní gymnastika   | Ženy víceboj jednotlivkyň               |
| Bronz   | Natalya Mitryuk Larisa Karlova Zinaida Turchina Marina Bazanova Natalia Morskova Tatyana Gorb Elena Nemashkalo Tatyana Diandigava Natalya Anisimova Natalya Lapitskaya Svetlana Mankova Yevgeniya Tovstogan Olga Semenova Natalya Rusnachenko Elina Guseva                                                                                | Házená               | Turnaj žen                              |
| Bronz   | Grigorij Veričev | Judo                 | Muži nad 95 kg                          |
| Bronz   | Amiran Totikašvili | Judo                 | Muži do 60 kg                           |
| Bronz   | Giorgi Tenadze | Judo                 | Muži do 71 kg                           |
| Bronz   | Bašir Varajev | Judo                 | Muži do 78 kg                           |
| Bronz   | Vakhtang Iagorashvili | Moderní pětiboj      | Muži jednotlivci                        |
| Bronz   | Aleksandr Marchenko Vasili Yakusha | Veslování            | Muži dvojskif                           |
| Bronz   | Larisa Moskalenko Irina Shunikovskaya | Jachting             | Ženy třída 470                          |
| Bronz   | Marina Dobrancheva | Sportovní střelba    | Ženy 10 m vzduchová pistole             |
| Bronz   | Anna Malukhina | Sportovní střelba    | Ženy 10 m vzduchová puška               |
| Bronz   | Igor Basinski | Sportovní střelba    | Muži 50 m libovolná pistole             |
| Bronz   | Valentina Cherkasova | Sportovní střelba    | Ženy 50 m libovolná malorážka 3×20 ran  |
| Bronz   | Kirill Ivanov | Sportovní střelba    | Muži 50 m libovolná malorážka 3×40 ran  |
| Bronz   | Gennadij Avramenko | Sportovní střelba    | Muži 50 m průběžný cíl                  |
| Bronz   | Igor Poljanskij | Plavání              | Muži 100 m znak                         |
| Bronz   | Dmitrij Volkov | Plavání              | Muži 100 m prsa                         |
| Bronz   | Vadim Jaroščuk | Plavání              | Muži 200 m polohový závod               |
| Bronz   | Igor Poljanskij Dmitrij Volkov Vadim Jaroščuk Gennadij Prigoda | Plavání              | Muži štafeta 4 × 100 m polohový závod   |
| Bronz   | Gennadij Prigoda | Plavání              | Muži 50 m volný způsob                  |
| Bronz   | Evgeni Sharonov Nurlan Mendygaliev Jevgenij Grišin Alexandr Kolotov Sergei Naoumov Viktor Berendyuga Sergei Kotenko Dmitrij Apanassenko Georgi Mschvenieradze Michail Ivanov Sergei Markoch Nikolaj Smirnov, Michail Giorgadze | Vodní pólo           | Turnaj mužů                             |
| Bronz   | Sergej Karamčakov | Zápas                | muži, volný styl do 48 kg               |
| Bronz   | Volodimir Toguzov | Zápas                | muži, volný styl do 52 kg               |
| Bronz   | Vladimir Popov | Zápas                | muži, řecko-římský do 90 kg             |